# Lepidoblepharis festae
Espèce
Synonymes
- Lepidodactylus festae Peracca, 1897

Lepidoblepharis festae est une espèce de geckos de la famille des Sphaerodactylidae.

## Répartition
Cette espèce se rencontre :
- en Colombie ;
- en Équateur ;
- au Brésil dans les États d'Amapá, d'Amazonas et du Pará ;
- au Pérou.

## Description
C'est un gecko terrestre, diurne et insectivore.

## Étymologie
Cette espèce est nommée en l'honneur d'Enrico Luigi Festa (1868–1939).

## Publication originale
- Peracca, 1897 : Viaggio del Dr. Enrico Festa nell’Ecuador e regioni vicine. IV. Rettili. Bollettino dei Musei di Zoologia ed Anatomia Comparata della R. Università di Torino, vol. 12, n. 300, p. 1-20 (texte intégral).